# Albristhorn
O Albristhorn (ou Albrist) é uma montanha da Suíça, na cordilheira dos Alpes Berneses, com vista para as localidades de Lenk e Adelboden no cantão de Berna. É, com 2762 m de altitude, o cume mais alto da cadeia que liga Wildstrubel ao lago Thun e que faz a divisória de águas entre o rio Simme e o Kander.
O cume é acessível a montanhistas experientes, havendo um trilho que começa no passo Hahnenmoos.